# Polish International 2019
Die Polish International 2019 im Badminton fanden vom 19. bis zum 22. September 2019 in Bieruń statt. Es war die achte Auflage dieser Turnierserie in Polen.

## Sieger und Platzierte
| Disziplin    | Gold                             | Silber                          | Bronze                              |
| ------------ | -------------------------------- | ------------------------------- | ----------------------------------- |
| Herreneinzel | Mads Christophersen              | Ivan Rusev                      | Ditlev Jæger Holm                   |
| Herreneinzel | Mads Christophersen              | Ivan Rusev                      | Michał Rogalski                     |
| Dameneinzel  | Jordan Hart                      | Irina Amalie Andersen           | Prashi Joshi                        |
| Dameneinzel  | Jordan Hart                      | Irina Amalie Andersen           | Anura Prabhudesai                   |
| Herrendoppel | Zach Russ Steven Stallwood       | Jeppe Bay Mikkel Mikkelsen      | Jaromír Janáček Tomáš Švejda        |
| Herrendoppel | Zach Russ Steven Stallwood       | Jeppe Bay Mikkel Mikkelsen      | Ruben Jille Ties van der Lecq       |
| Damendoppel  | Amalie Magelund Freja Ravn       | Emma Karlsson Johanna Magnusson | Ashwini Bhat Shikha Gautam          |
| Damendoppel  | Amalie Magelund Freja Ravn       | Emma Karlsson Johanna Magnusson | Debora Jille Alyssa Tirtosentono    |
| Mixed        | Mikkel Mikkelsen Amalie Magelund | Ruben Jille Alyssa Tirtosentono | Mads Emil Christensen Emma Karlsson |
| Mixed        | Mikkel Mikkelsen Amalie Magelund | Ruben Jille Alyssa Tirtosentono | Emil Hybel Johanna Magnusson        |